# Ernst Uhl (Theologe)

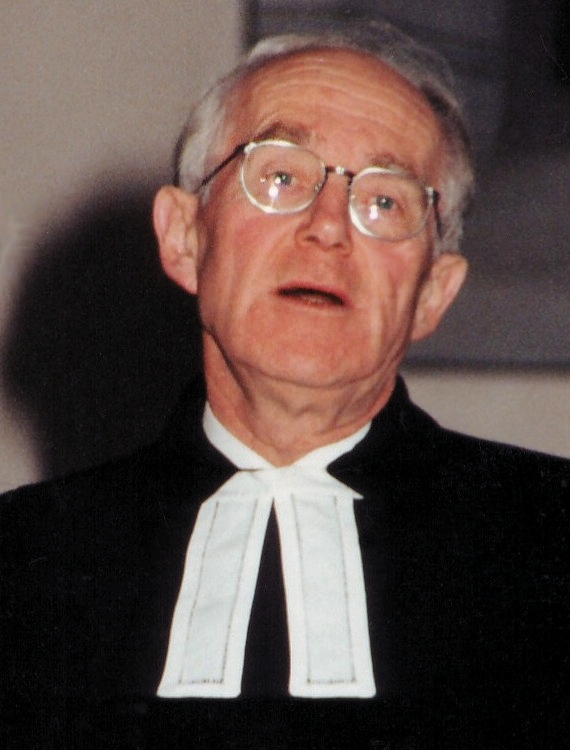
Ernst Uhl als Prediger, 1994

Ernst Albrecht Eberhard Uhl (* 27. Oktober 1932 in Budapest; † 27. Oktober 2022 in Bremen) war ein deutscher evangelischer Theologe.  Von 1989 bis 1995 war er als Schriftführer führender Theologe der Bremischen Evangelischen Kirche. 

## Leben
Uhl war der Sohn eines evangelischen Pfarrers. Weil die Mutter früh verstarb und der Vater als Wehrmachtssoldat dem Zweiten Weltkrieg zum Opfer fiel, wuchsen er und seine Brüder bei einer Tante in Weimar auf, die dort als Sozialpädagogin tätig war. Von 1947 bis 1951 besuchte er die Landesschule Pforta in Schulpforte bei Naumburg, wo er seinen Abiturabschluss erlangte. Das durch die SED erzeugte doktrinäre gesellschaftliche Klima in der frühen DDR und die Denkanstöße durch die Bibelarbeit in der Jungen Gemeinde weckten in ihm das Interesse an einem Theologiestudium. Er verließ nach seinem Abitur 1951 die DDR, weil er diesen Wunsch dort nicht verwirklichen konnte, und ging in die Bundesrepublik Deutschland, wo er in Wuppertal und Göttingen und dann auch im schweizerischen Basel bei Karl Barth theologische Vorlesungen hörte. Als er nach dem Studium in die DDR zurückkehren wollte, wurde ihm die Einreise verweigert. Von 1959 bis 1961 war er wissenschaftlicher Assistent an der Universität Bonn. Uhl wurde 1962 in Göttingen promoviert. Nach seinem Vikariat wurde er am 12. Mai 1963 in Bremen ordiniert. Von 1963 bis zu seiner Pensionierung 1996 war er Pastor in der Gemeinde Lüssum. 
Als Mitglied der Christlichen Friedenskonferenz (CFK) pflegte er wechselseitige Besuchskontakte mit dem nach seiner Enttarnung als Stasi-IM entlassenen thüringischen Pfarrer Peter Franz und seiner Gemeindegruppe in Kapellendorf, die korporativ in der Regionalgruppe der CFK in der DDR mitarbeitete.
Von 1980 bis 1989 war Uhl Senior des Lutherischen Gemeindeverbandes in der Bremischen Evangelischen Kirche und übernahm 1989 von Wolf-Udo Smidt zusätzlich zu seinem Auftrag des Gemeindepfarrers das Amt des Schriftführers des Kirchenausschusses seiner Landeskirche. Dieses Amt gab er 1995 an seinen Nachfolger Louis-Ferdinand von Zobeltitz weiter.
Danach war Uhl noch ein weiteres Jahr Gemeindepastor, bevor er 1996 emeritiert wurde. Anschließend kümmerte er sich ehrenamtlich um die Wiederbelebung der CFK. Er war bis 2007 Herausgeber der CFK-Rundbriefe. Weiterhin engagierte er sich in der Lidice-Initiative Bremen und war Ehrenbürger des Ortes Lidice.
Er war verheiratet mit der ehemaligen Bremer Sozialsenatorin Sabine Uhl. Beide haben zwei erwachsene Söhne und eine Tochter. Uhl starb an seinem 90. Geburtstag im Oktober 2022. Er wurde auf dem Friedhof Godenweg beigesetzt.

## Ehrungen
Am 8. Dezember 2008 erhielt Uhl den Franco-Paselli-Friedenspreis 2008 der Internationalen Friedensschule Bremen.

## Publikationen
- Evangelische Freiheit und christliche Liebe bei Luther : Seine Stellg zu den Fragen der Reformation der Kirche bis 1528, Dissertation vom 15. Mai 1964, Universität Göttingen
- Gott über alle Dinge. Stärken und Schwächen des evangelischen Glaubens nach Luther, 1996
- Luther und Hus, 1996
- Der Fall Peter Franz. Eine Nachlese zur Thematik evangelische Kirche und DDR-Staatssicherheit, Bremen 2003